# Marie-Josépark
Het Marie-Josépark (Frans: Parc Marie-José) is een park gelegen in de Belgische gemeente Sint-Jans-Molenbeek. Het ligt in de driehoek gevormd door de Edmond Machtens-, De Roovere- en Joseph Baecklaan. Het park met grasvelden, dreven, bosjes en drie vijvers werd geopend in 1922.

## Geschiedenis
Het Marie-Josépark en het aangrenzende Albertpark liggen in de vallei van de Maalbeek (of Molenbeek) die de gemeente zijn naam gaf. Deze oorspronkelijk moerassige vallei in Hoog-Molenbeek verbindt het Scheutbos waar de Maalbeek ontspringt met de monding van het beekje in de Zenne. Oorspronkelijk was het gebied onderdeel van het voormalige landgoed Oostendaal. In 1920 werd het gebied aangekocht door de gemeente, en deels als park ingericht. Het ontwerp komt van de architect en stedenbouwkundige
Louis Van der Swaelmen. Het park kreeg de naam van Marie José van België, dochter van koning Albert I van België, en later - zeer kortstondig - koningin van Italië. Zij huldigde als zestienjarige prinses het park in 1922 feestelijk in.
Het park werd in 2015 door Beliris gerestaureerd. Om de boszones in de toekomst beter te beschermen werden deze bij deze restauratie omgeven door kastanjehouten afsluitingen. Ook werd het parkmeubilair vernieuwd en werden bijkomende speeltuinen ingericht. Veel aandacht ging ook naar de vijvers en het verbeteren van de waterkwaliteit van deze.
In 2016 droeg de gemeente het beheer over aan Leefmilieu Brussel.

## Beschrijving
Het park bevat een aantal bomen die geregistreerd staan op de Inventaris van Natuurlijk Erfgoed van het Brussels Hoofdstedelijk Gewest.
Bijzonder zijn een groenblijvende sequoia, enkele libanonceders en gele treurwilgen. Maar het park kent ook enkele fraaie Indische wilde kastanjes, platanen, eiken, lijsterbessen, taxusbomen, populieren en lindebomen. In het park bevindt zich eveneens een standbeeld van Mahatma Gandhi. Het park is in de zomermaanden open voor het publiek van 8 tot 21 uur, in de winter van 9 tot 17 uur.

## Fotogalerij

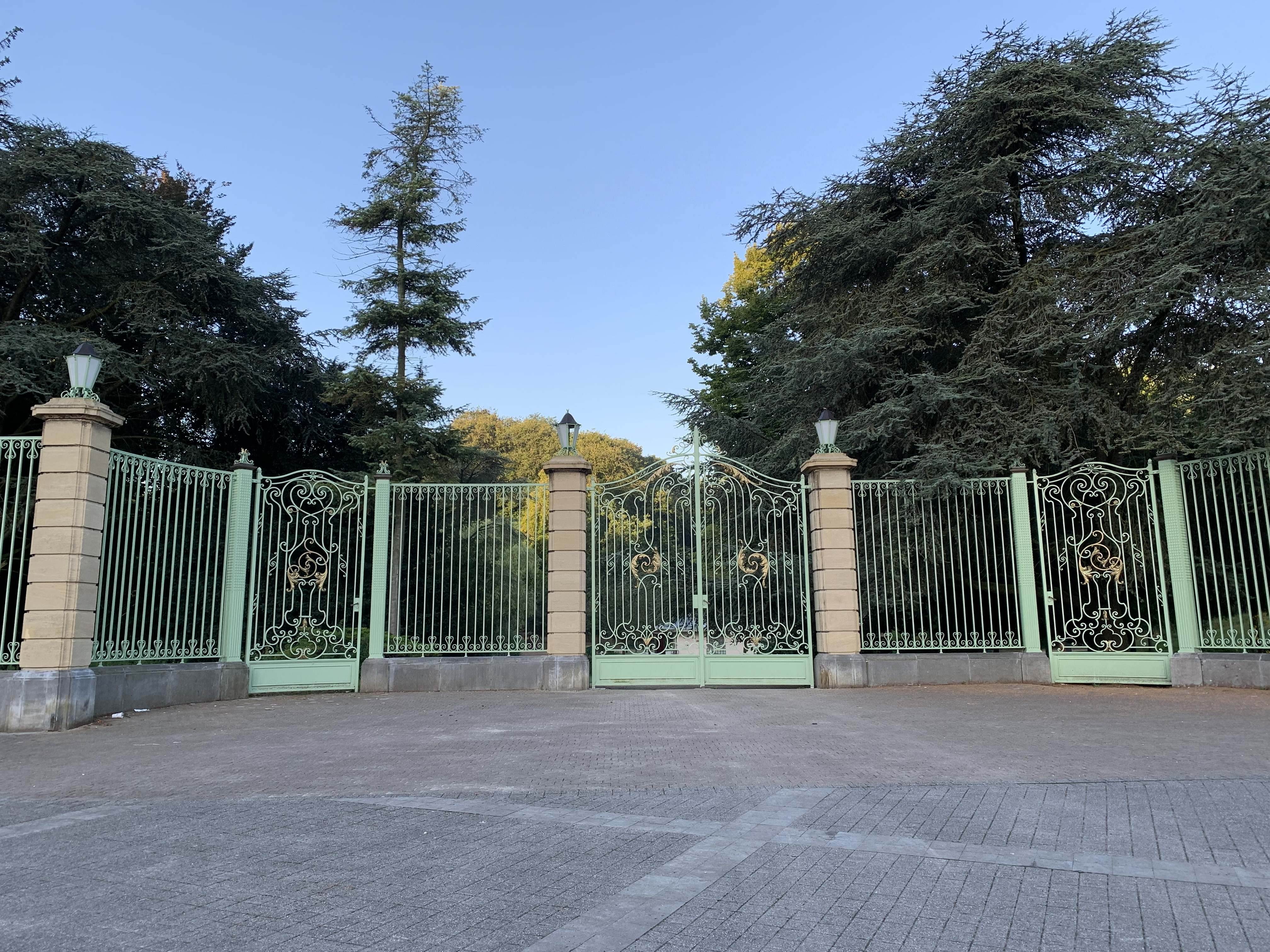
Ingang Marie-Josépark
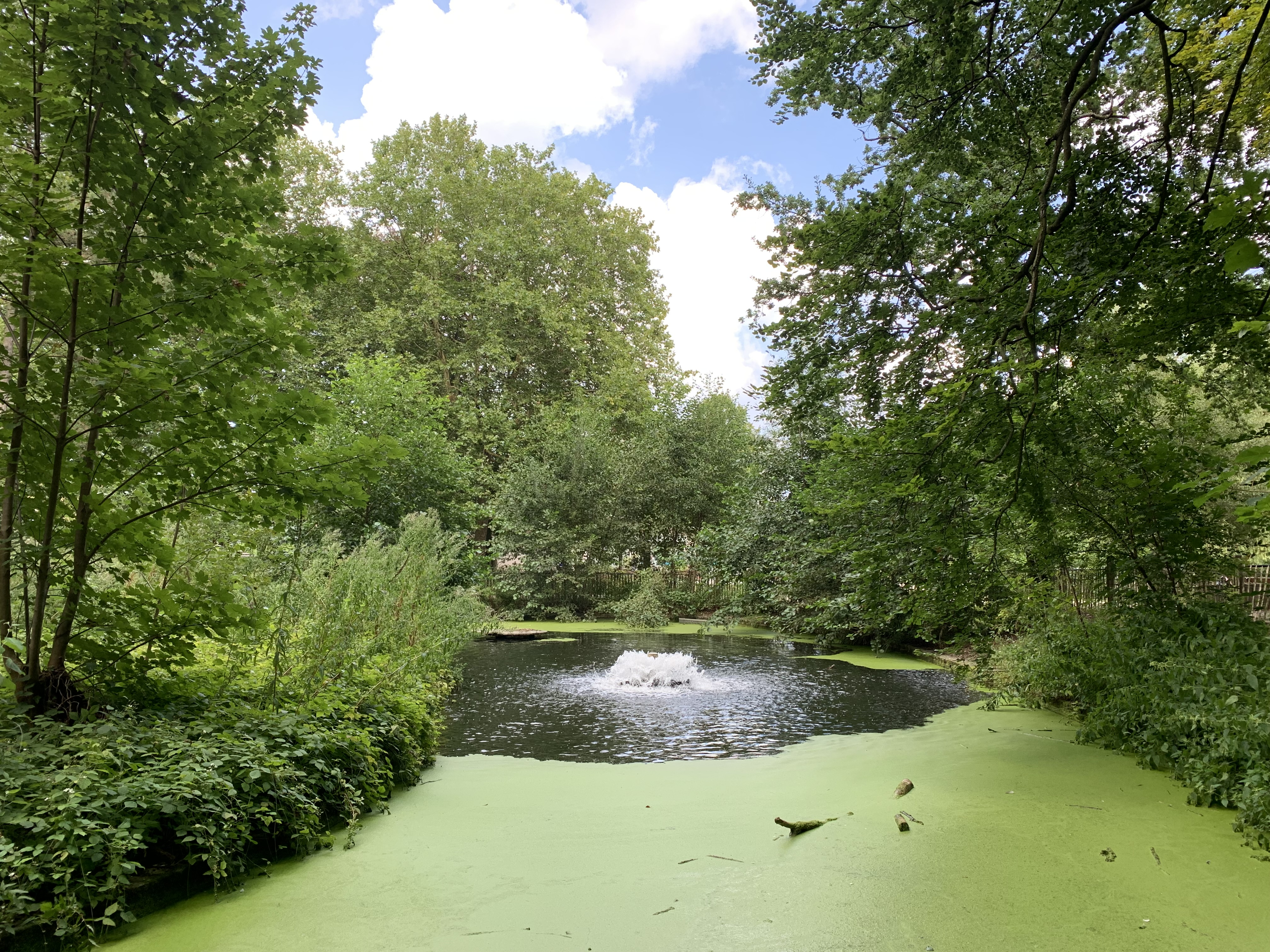
Zicht op het vijver
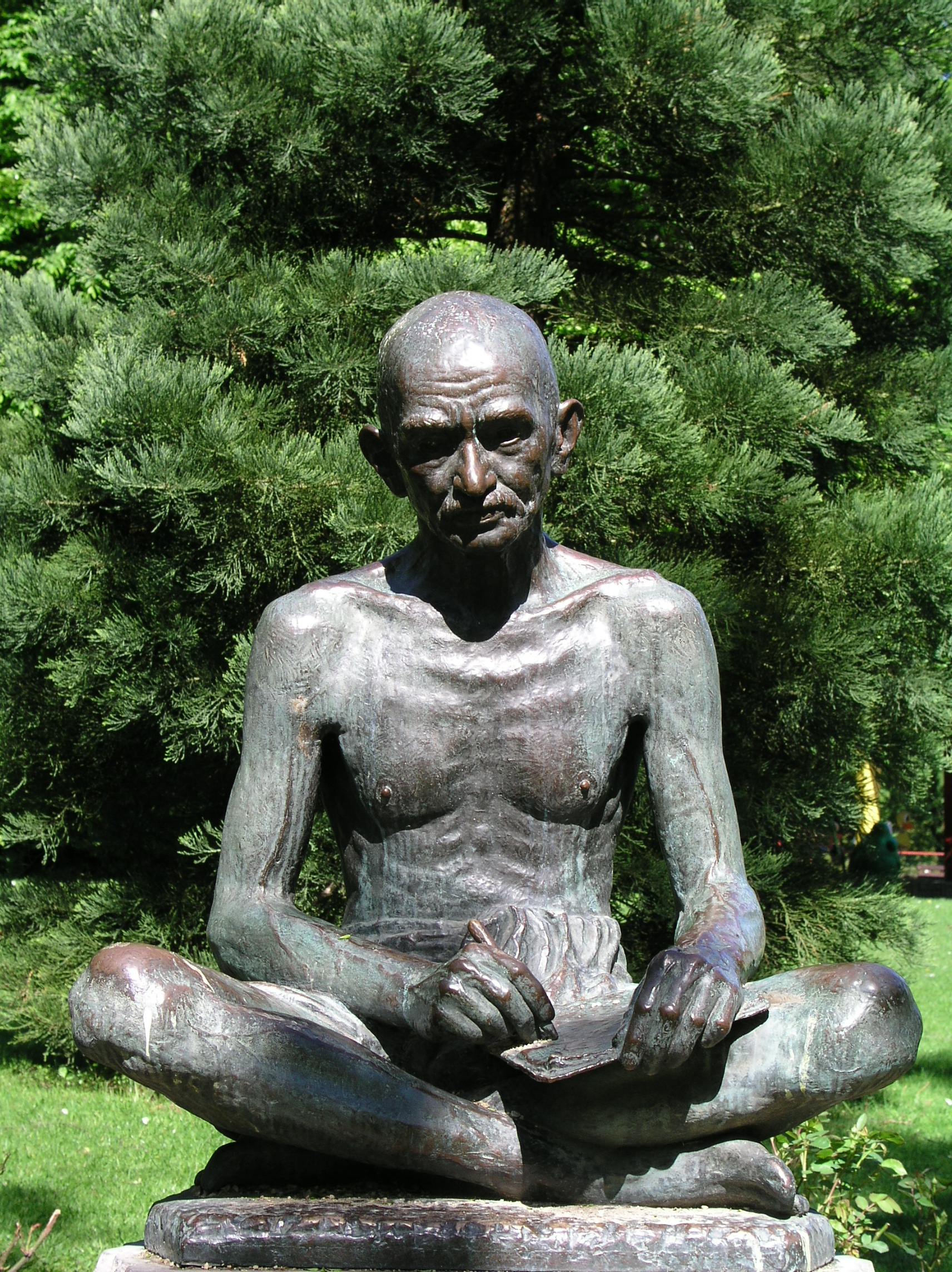
Monument voor Gandhi